# 持田直武
持田 直武（もちだ なおたけ、1935年10月16日 - ）は、日本のジャーナリストである。NHK解説委員、解説主幹を歴任。

## 来歴・人物
埼玉県立熊谷高等学校、東京大学文学部仏文科卒、東京大学新聞研究所修了。1960年NHK入局。NHK横浜放送局記者を経て、1964年より外信部記者。その間1968年-1969年サイゴン特派員、1969年-1971年メキシコシティー特派員、1975年-1978年ソウル特派員、1984年-1985年ニューヨーク特派員、1985年-1987年ワシントン支局長。その後、1987年NHK解説委員、1990年-1995年解説主幹を歴任。

## 主な著書
- 『ソウルの横顔』（日本放送出版協会）
- 『日本の再挑戦』（実業之日本社）
- 『ビル・クリントンのすべて』（日本放送出版協会）